# Poco
Poco er et amerikansk country rock band grundlagt i Los Angeles af Richie Furay og Jim Messina, der begge havde en fortid i bandet Buffalo Springfield. Bandets første udgivelse Pickin' Up the Pieces fra 1969 refererer til Buffalo Springfields opløsning. 
Bandets oprindelige besætning bestod af Richie Furay (guitar, vokal), Jim Messina (guitar, el-bas, vokal), Rusty Young (pedal steel guitar, dobro), Randy Meisner (bas, vokal) og George Grantham (trommer, vokal). Bandet tog sit navn efter  tegneseriefiguren Pogo, men ændrede ret tidligt  stavemåden, for at undgå ballade med seriens skaber. Meisner forlod gruppen allerede i 1969, og blev siden medlem i The Eagles.
Gennem årene har Poco udgivet en lang række plader og optrådt i mange forskellige konstellationer. Poco er stadig aktivt den dag i dag, dog med Rusty Young som eneste oprindelige medlem.

## Medlemmer

### Oprindelig medlemmer (1968-1969)
- Richie Furay – guitar, vokal
- Jim Messina – guitar, bas, vokal
- Rusty Young – pedal steel guitar, dobro
- Randy Meisner – bas, vokal
- George Grantham – trommer, vokal

### Nuværende medlemmer (2010-)
- Rusty Young – pedal steel guitar, banjo, dobro, guitar, mandolin, vokal
- Jack Sundrud – bas, guitar, vokal
- George Lawrence – trommer, percussion
- Michael Webb – keyboard, harmonika

## Diskografi
- 1969 Pickin' Up The Pieces
- 1970 Poco
- 1971 Deliverin'
- 1971 From The Inside
- 1972 A Good Feelin' To Know
- 1973 Crazy Eyes
- 1974 Seven
- 1974 Cantamos
- 1975 Head Over Heals
- 1976 Live
- 1976 Rose Of Cimarron
- 1977 Indian Summer
- 1978 Legend
- 1980 Under The Gun
- 1981 Blue And Gray
- 1982 Ghost Town
- 1982 Cowboys & Englishmen
- 1984 Inamorata (med gæsteoptræden af Grantham, Furay og Schmit)
- 1989 Legacy (med orirginalbesætningen fra 1968)
- 2002 Running Horse
- 2004 Keeping The Legend Alive (CD & DVD)
- 2004 The Last Roundup
- 2005 Bareback At Big Sky
- 2006 The Wildwood Sessions (Live)
- 2013 All Fired Up